# Metalwings
Metalwings — болгарський симфо-метал-гурт із Софії.

## Історія
Гурт створений восени 2010 року співачкою та автором пісень Стелою Атанасовою. Її ідея полягала в поєднанні елементів класичної музики з мелодійними жанрами металу.
Стиль вважається симфонічним готик-металом з жіночим оперним вокалом.
Незабаром до гурту приєднався гітарист і співак Веліслав Узунов. Потім приєдналися барабанщик Еміліан Арсов, басист Костянтин Узунов і клавішник Ангел Кітанов.
У грудні 2013 року Metalwings оголосили, що Боян Бояджієв заміняє Узунова. Боян також взяв на себе роль вокаліста, яку раніше виконував Узунов. 
У грудні 2014 року Бояна Бояджієва замінив Григор Костадінов. 
У листопаді 2015 року Metalwings оголосили Крастя Йорданова другим гітаристом гурту. Після виходу їхнього EP Fallen Angel In The Hell (2016) оголосили, Нікола Іванов (Блекі) заміняє Арсову. 
У березні 201 року Костянтина Узунова змінив Мілен Мавров.
У 2019 році до гурту приєднався басист Влад Єнев.
На початку 2015 року гурт створив перший кліп на пісню «Crying of the Sun». Кліп набрав понад 18 мільйонів переглядів на YouTube.
27 квітня 2017 року Metalwings випустили другий кліп на пісню «Fallen Angel In The Hell».
19 квітня 2018 року Metalwings випустили свій альбом під назвою For All Beyond. А їхнє третє офіційне відео на пісню «For All Beyond» було опубліковано 1 листопада 2018 року на YouTube.
У період з вересня по листопад 2020 року Metalwings входять в студію, щоб записати свій другий студійний альбом, вихід якого очікується навесні 2021 року.
23 грудня 2020 року виходить сингл «Monster in the Mirror». Зведення та мастеринг виконує Йенс Богрен у Fascination Street Studios. 
13 березня 2021 року випустили офіційне музичне відео на «Monster in the Mirror» на YouTube, це перший сингл з їхнього майбутнього альбому A Whole New Land.

## Склад
Поточні члени
- Stela Atanasova – вокал, клавішні, фортепіано (2010–сьогодні)
- Nikola Ivanov – ударні (2016–present)
- Grigor Kostadinov – соло-гітара (2014–сьогодні)
- Vlad Enev – бас-гітара (2019–сьогодні)
- Angel Kitanov – клавішні (2010-сьогодні)
- Martin Emilov – ритм-гітара (2021–сьогодні)

Колишні учасники
- Velislav Uzunov – гітара, вокал (2010–2013)
- Boyan Boyadjiev – гітара, вокал (2013 - 2014)
- Emilian Arsov – ударні (2010–2016)
- Konstantin Uzunov – бас-гітара (2010–2017)

## Дискографія
- Fallen Angel In The Hell (EP, 2016)
- For All Beyond (Альбом, 2018)
- A Whole New Land (Альбом, 2021)

### Singles
- Crying of the Sun (2015)
- Realm of Dreams (2015)
- Second Chance	(2015)
- Still Believe in Us	(2020)
- Monster in the Mirror	 (2020)